# ウッドストック・フェスティバル

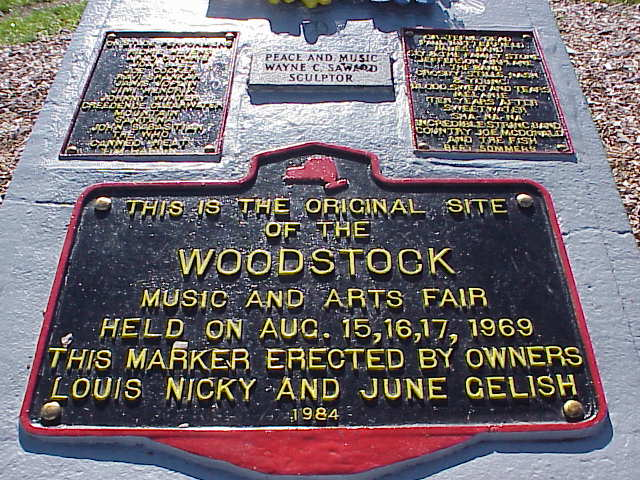
1984年に建立された開催から15周年の記念碑

ウッドストック・フェスティバル（Woodstock Music and Art Festival）は、1969年8月15日（金）から17日（日）までの3日間（正確には8月15日午後から18日午前にかけての4日間）、アメリカ合衆国ニューヨーク州サリバン郡ベセルで開かれた、ロックを中心とした大規模な野外コンサート。ロック・グループやフォーク歌手など30組以上が出演し、約40万人の観客が集まった。アメリカの音楽史に残るコンサートであり、1960年代のカウンターカルチャーを象徴する歴史的なイベントとして語り継がれている。

## 概要
このロック・フェスティバルは、アルスター郡ウッドストックにおけるアート・ムーブメントに関連して名付けられた。主催者となった若者達は、ボブ・ディランなど往年の歌手やアーティストたちが暮らすウッドストックに自分達のレコーディング・スタジオを設立する資金集めの目的で、このロック・コンサートを企画した。
会場は、近郊のサリバン郡ベセルのロシア系ユダヤ人個人農場主マックス・ヤスガーが所有する酪農農場になった。この一帯は、「キャッツキルバレー」と呼ばれるアメリカインディアンの共同居住区（保留地ではない）である。町の住民からは「ヒッピーが集まるヤスガー祭」と警戒され、場所を提供したヤスガーは、反対派の住民によって開催前から牛乳の購入打ち切りなどの嫌がらせを受けた。
主催者側は当初、1万人から2万人程度の入場者を見込んでいた。多くの人気ミュージシャンから出演の承諾が得られたことから、事前に18万6000枚のチケットが売れ、入場者は20万人を超えると予想された。当日は予想をはるかに上回る40万人以上が詰めかけ、その半数以上がチケットを買っていなかった為に、フェスティバルは事実上無料イベントの様相を呈した。

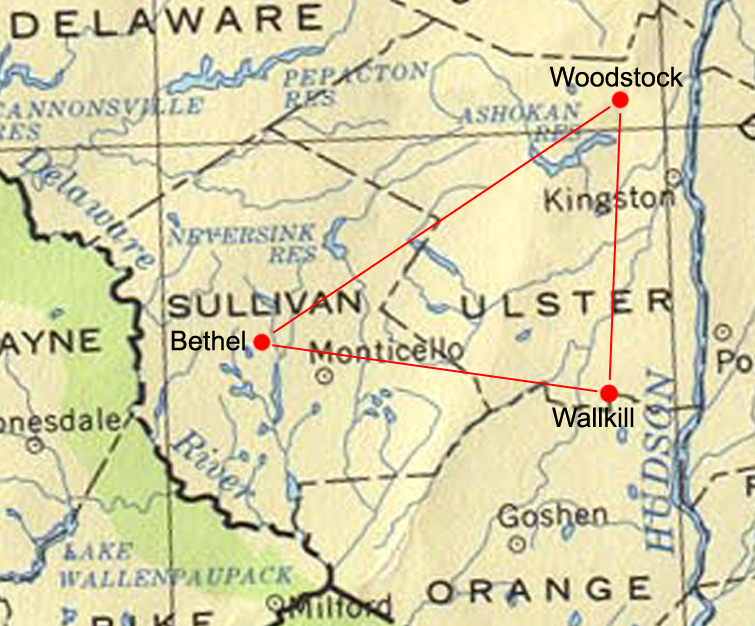
開催地周辺の地図

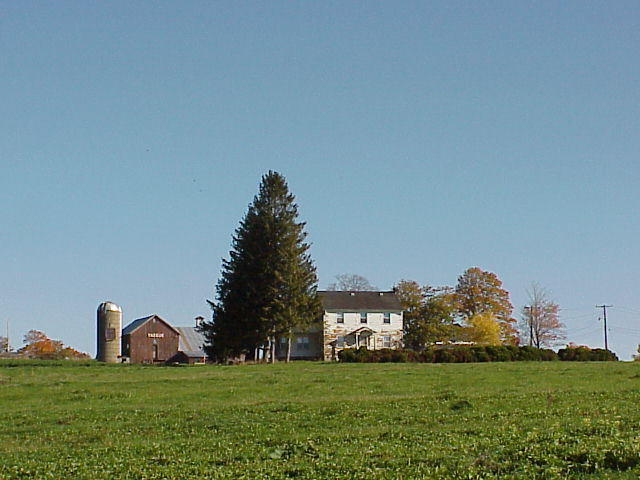
マックス・ヤスガーの農場

収支は赤字になったが、ドキュメンタリー映画とライブ・レコードが発表されて最終的には収益に結びついた。マイケル・ウォドレーが監督を務めマーティン・スコセッシが編集を担当した映画『ウッドストック/愛と平和と音楽の三日間』は1970年に公開され、第43回アカデミー賞のアカデミー長編ドキュメンタリー映画賞を受賞した。また、同年にアルバムWoodstock: Music from the Original Soundtrack and More（3枚組）、翌1971年にはWoodstock Two（2枚組）が発表された。
ウッドストック・フェスティバルは、カウンターカルチャーを集大成した、1960年代のヒューマン・ビーインと呼ばれる人間性回復のための集会でもあり、音楽イベントとしてのみならず、ヒッピー時代の頂点を示す象徴と捉えられている。

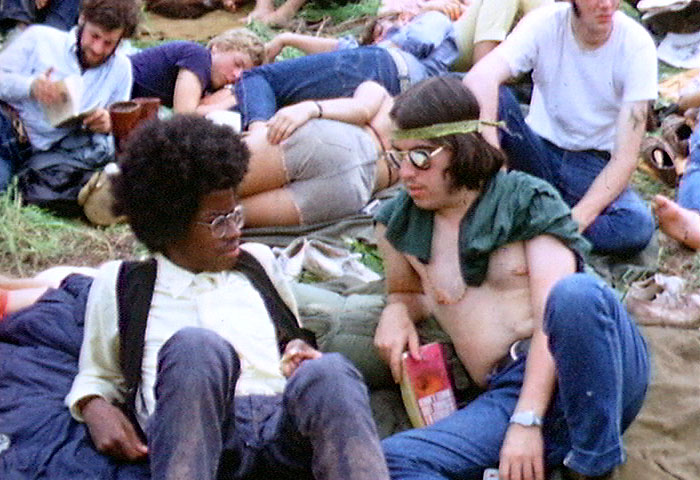
ヒッピー・スタイルの入場者達

## 詳細

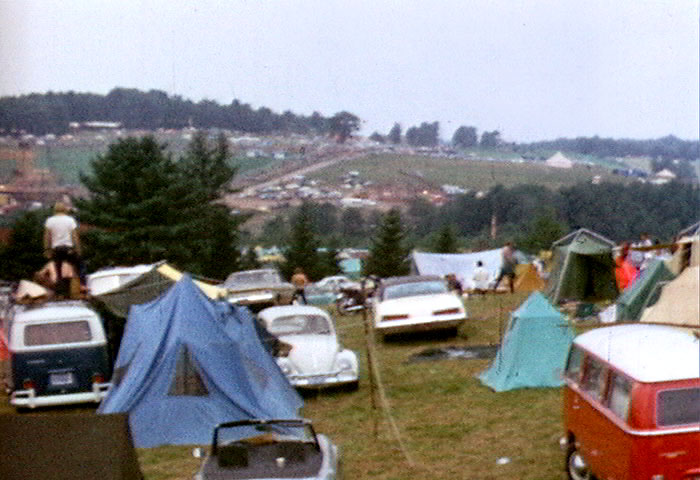
当時の風景

フェスティバルは1969年8月15日（金）から17日（日）までの予定だったが、悪天候による度重なる中断のためプログラムの進行が遅れてしまい、最終日のトリを務めたジミ・ヘンドリックスが登場したのは18日月曜日の朝8時30分だった。観客の中には、ヘンドリックスの演奏の前に帰ってしまった人もいた。
会場には愛と平和、反戦を主張するヒッピーや若者ら約40万人が集まった。初の大規模な野外コンサートであったため、運営には現代の観点で捉えれば至らない点が多かった。混雑の対策は殆んど取られておらず、会場への高速道路は会場に向かう人々で混み合い、悪天候の会場は人々でごった返し、緊急用のテントなど必要な施設も多くなかった。計画段階ではこれだけ多くの人が集まるとは想定されておらず、そのための準備が全くできていなかったのである。ヒッピーの中にはドラッグを使用する者もいた。
だが、出演者が30組以上で観客が40万人という膨大な規模を考えると、驚くほど平和的な祭典だったと言えよう。参加者は食べ物などを分け合っていた。会場では2件の出産があった。暴力事件などは報告されていない。終了後のゴミ処理も大きな問題だったが、観客の中にはゴミを片付けて帰る者もいた。
ウッドストック・フェスティバルは、同年12月6日に開かれ死者まで出したローリング・ストーンズによるフリー・コンサート（オルタモントの悲劇）とは対照的に、1960年代を体験した同世代アメリカ人の「輝かしい記憶の余韻」として生き続けたとされている。

## 出演者

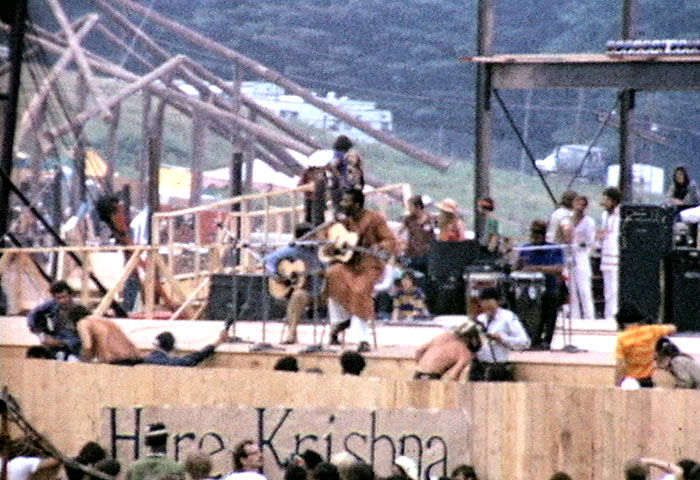
リッチー・ヘブンス

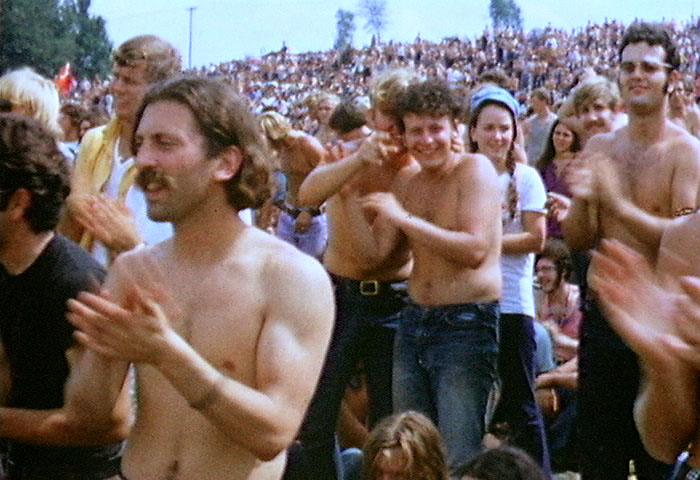
初日の風景

### 8月15日（金） 午後から深夜
- リッチー・ヘブンス 「ゲット・トゥゲザー」「Handsome Johnny」「Freedom」など
- スワミ・サチダナンダ（インドの聖者）による祈祷
- スィートウォーター　「Motherless Child」「What's Wrong」「Why Oh Why」
- バート・ソマー 「Jennifer」「She's Gone」「Things Are Going My Way」「Smile」
- ティム・ハーディン 「If I Were a Carpenter」「自由の広場」
- ラヴィ・シャンカール　雨により途中で中止[注釈 2]
- メラニー 「Beautiful People」「ミスター・タンブリン・マン」
- アーロ・ガスリー 「Coming Into Los Angeles」「Walking Down The Line」「アメイジング・グレイス」
- ジョーン・バエズ 「勝利を我等に」「Joe Hill」「Swing Low, Sweet Chariot」

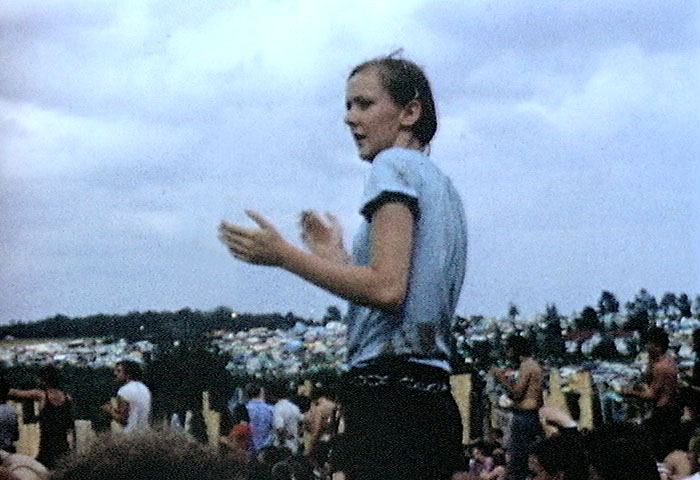
土曜日の風景

### 8月16日（土） 午後から翌朝
- ザ・クイル 「Waitin' For You」
- カントリー・ジョー・マクドナルド　「I Find Myself Missing You」「The "Fish" Cheer/I-Feel-Like-I'm-Fixin'-to-Die Rag」
- サンタナ　「Persuasion」「Soul Sacrifice」
- ジョン・セバスチャン　飛び入り参加
- キーフ・ハートリー・バンド 「Spanish Fly」
- インクレディブル・ストリング・バンド 「Catty Come」「This Moment Is Different」「When You Find Out Who You Are」
- キャンド・ヒート 「オン・ザ・ロード・アゲイン」「A Change Is Gonna Come」「Going Up The Country」
- マウンテン 「Stormy Monday」「Blood of the Sun」「想像されたウエスタンのテーマ」など[注釈 3]
- グレイトフル・デッド 「St Stephen」「Mama Tried」「Dark Star」「High Time」「ターン・オン・ユア・ラヴ・ライト」
- クリーデンス・クリアウォーター・リバイバル 「ボーン・オン・ザ・バイヨー」「バッド・ムーン・ライジング」「プラウド・メアリー」
- ジャニス・ジョプリン　「Piece of My Heart」「ラヴ・サムバディ」「アイ・キャント・ターン・ユー・ルース」など
- スライ&ザ・ファミリー・ストーン　「エヴリデイ・ピープル」「Dance to the Music」「Music Lover」「I Want to Take You Higher」
- ザ・フー　「トミー」（「ピンボールの魔術師」「シー・ミー・フィール・ミー」を含む）[注釈 4][5][6]「サマータイム・ブルース」「マイ・ジェネレーション」など
- ジェファーソン・エアプレイン　「ホワイト・ラビット」など

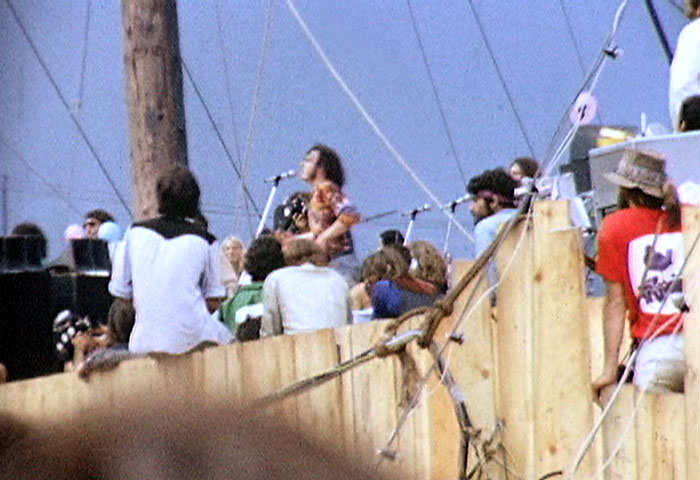
ジョー・コッカー

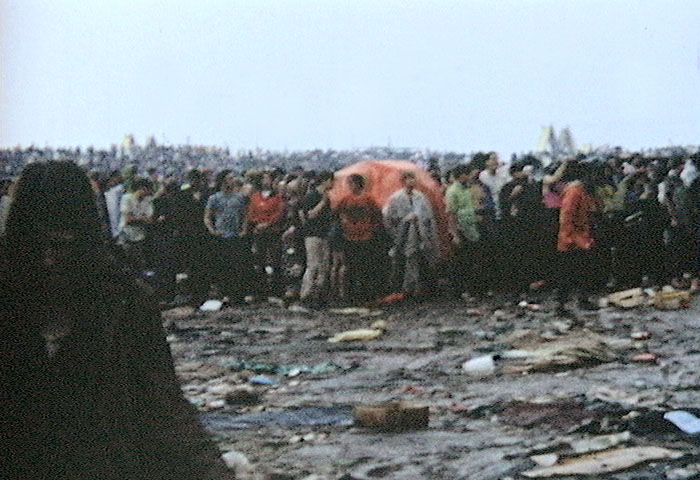
大雨の様子

### 8月17日（日） 午後から翌朝
- ジョー・コッカー&グリース・バンド 「アイ・シャル・ビー・リリースト」「フィーリン・オールライト」「ウィズ・ア・リトル・ヘルプ・フロム・マイ・フレンズ」など
- 大雨の為数時間中止
- カントリー・ジョー・アンド・ザ・フィッシュ 「Rock & Soul Music」
- テン・イヤーズ・アフター　「I'm Going Home」など
- ザ・バンド 「ザ・ウェイト」「アイ・シャル・ビー・リリースト」など
- ブラッド・スウェット・アンド・ティアーズ　「Spinning Wheel」「You've Made Me So Very Happy」など
- ジョニー・ウィンターとエドガー・ウィンター　「Tobacco Road」など
- クロスビー、スティルス&ナッシュ　「組曲: 青い眼のジュディ」「ブラックバード」「どうにもならない望み」「グウィニヴィア」「ミスター・ソウル」「自由の値」など
- ポール・バターフィールド・ブルース・バンド　「Everything's Gonna Be Alright」など
- シャ・ナ・ナ　「カム・ゴー・ウィズ・ミー」「The Book of Love」「Duke of Earl」「踊りにいこうよ」「Teen Angel」など
- ジミ・ヘンドリックス[注釈 5] 「パープル・ヘイズ」「ヴードゥー・チャイルド (スライト・リターン)」など

## 出演を断ったアーティスト
- ビートルズ
- ドアーズ
- レッド・ツェッペリン
- ジェスロ・タル
- ムーディー・ブルース
- トミー・ジェイムス&ザ・ションデルズ
- バーズ
- ポール・リヴィア&ザ・レイダーズ
- ボブ・ディラン
- ザ・マザーズ・オブ・インヴェンション
- フリー
- ジェフ・ベック（ジェフ・ベックグループ）

## その後
1979年に10周年記念コンサート（ウッドストック・リユニオン）、1989年、1994年、1999年に記念コンサートが開かれている。1994年の25周年記念コンサートは『Woodstock II』と呼ばれ、ボブ・ディランやクロスビー、スティルス&ナッシュらが出演し、約30万人を集めた。1999年の『Woodstock III』についてはウッドストック 1999を参照。
2019年にも企画されたが、中止された。